# Habsburg–Lotaringiai Ferdinánd Károly Antal főherceg
Ferdinánd Károly Antal (németül: Ferdinand Karl Anton, olaszul: Ferdinando Carlo Antonio; Bécs, Osztrák Főhercegség, 1754. június 1. – Bécs, Osztrák Császárság, 1806. december 24.), Habsburg–Lotaringiai-házból származó osztrák főherceg, a Milánói Hercegség kormányzója 1765 és 1796 között, valamint Estei Mária Beatrixszal kötött házasságra révén modenai és reggiói herceg, ám a napóleoni háborúk miatt sosem uralkodott. A Habsburg–Estei ág megalapítója.

## Élete

### Származása

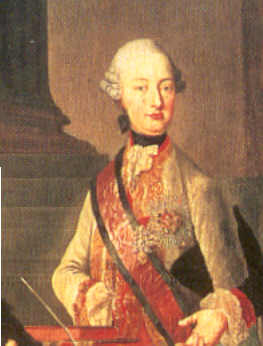
Ferdinánd Károly Antal főherceg

Édesapja I. Ferenc német-római császár (1708–1765) volt, édesanyja Mária Terézia császárné, Ausztria uralkodó főhercegnője, magyar és cseh királynő (1717–1780).
A császári pár 16 gyermekének sorában Ferdinánd Károly született tizennegyedikként. Bátyjai közül két későbbi császár került ki, II. József és II. Lipót.
1. Mária Erzsébet Amália főhercegnő (1737-1740), kisgyermekkorban meghalt.
2. Mária Anna Jozefa főhercegnő (1738-1789), betegsége miatt egy Klagenfurti kolostorba vonult vissza.
3. Mária Karolina Ernesztina főhercegnő (1740–1741), kisgyermekkorban meghalt.
4. József Benedek Ágost főherceg (1741–1790), később II. József néven német-római császár, magyar és cseh király (1764–1790).
5. Mária Krisztina főhercegnő (1742–1798), aki 1766-ban Albert Kázmér szász–tescheni herceghez (1738–1822) ment feleségül.
6. Mária Erzsébet főhercegnő (1743–1808), akit XV. Lajos francia király feleségéül szántak, de betegsége miatt egy innsbrucki kolostorba kényszerült vonulni.
7. Károly József Emánuel főherceg (1745–1761), fiatalon meghalt.
8. Mária Amália főhercegnő (1746–1804), aki 1769-ben I. Ferdinánd parmai herceghez (1751–1802) ment feleségül.
9. Péter Lipót József főherceg (1747–1792), I. Lipót néven Toszkána nagyhercege, 1790–92 között II. Lipót néven német-római császár, magyar és cseh király.
10. Mária Karolina főhercegnő (*/† 1748), születésekor meghalt.
11. Mária Johanna Gabriella főhercegnő (1750–1762) akit IV. Ferdinánd nápolyi királlyal jegyeztek el, de meghalt az esküvő előtt.
12. Mária Jozefa főhercegnő (1751–1767), akit elhalt nővére, Johanna Gabriella után szintén IV. Ferdinánd nápolyi királlyal jegyeztek el, de ő is meghalt az esküvő előtt.
13. Mária Karolina Lujza főhercegnő (1752–1814), aki elhalt nővérei helyett 1768-ban feleségül ment IV. Ferdinánd nápolyi királyhoz (1751–1825), a későbbi I. Ferdinánd nápoly–szicíliai királyhoz, így Nápoly és Szicília királynéja lett.
14. Ferdinánd Károly Antal főherceg (1754–1806), Lombardia főkormányzója, aki Estei Mária Beatrix modenai hercegnőt (1750–1829) vette feleségül.
15. Mária Antónia főhercegnő (1755–1793), aki 1770-ben XVI. Lajos francia király felesége lett. Lajos Károly francia trónörökös herceg édesanyja. A francia forradalom során férjével együtt kivégezték. Fia 1795-ben fogságban halt meg.
16. Miksa Ferenc főherceg (1756–1801), püspök, kölni választófejedelem, a Német Lovagrend nagymestere.

### Házassága, gyermekei

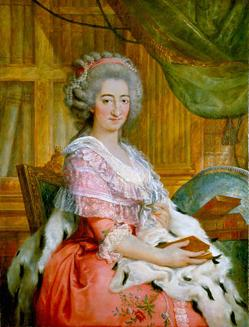
Estei Mária Beatrix modenai hercegnő

1771. október 15-én Milánóban feleségül vette Mária Beatrix modenai hercegnőt (1750–1829), az utolsó Este-házi uralkodó herceg leányát. Házasságával megalapította a Habsburg–Lotaringiai-ház Este–Modenai ágát. Tíz gyermekük közül heten érték meg a felnőttkort.
- József Ferenc főherceg (*/† 1772), születésekor meghalt.
- Mária Terézia Johanna főhercegnő (1773–1832), aki I. Viktor Emánuel szárd–piemonti királyhoz ment feleségül.
- Jozefina főhercegnő (1775–1776), kisgyermekként meghalt.
- Mária Leopoldina főhercegnő (1776–1848), aki Károly Tivadar (Theodor) pfalzi és bajor választófejedelemhez, majd Ludwig von Arco grófhoz ment feleségül.
- Ferenc József Károly főherceg (1779–1846), 1814–1846-ig IV. Ferenc néven Modena uralkodó hercege, aki Savoyai Mária Beatrix szárd királyi hercegnőt vette feleségül.
- Ferdinánd Károly József főherceg tábornagy (1781–1850), a napóleoni háborúkban a császári hadak főparancsnoka, 1830-tól Galícia főkormányzója.
- Miksa József főherceg (1782–1863) tüzértábornok, erődítési szakértő, 1835–63-ig a Német Lovagrend 56. Nagymestere.
- Mária Antónia főhercegnő (1784–1786), kisgyermekkorban meghalt.
- Károly Ambrus főherceg (1785–1809), magyar hercegprímás, 1808-tól esztergomi érsek.
- Mária Ludovika Beatrix főhercegnő (1787–1816), osztrák császárné, magyar és cseh királyné, I. Ferenc osztrák császár harmadik felesége.

### Lombardia főkormányzója
1780-ban a főherceg Lombardia főkormányzója lett. Bátyja, II. József császár szigorúan megszabta a tartomány kormányzásának irányvonalát, kevés politikai játékteret hagyott öccsének. Modenát azonban 1796-ban francia forradalmi csapatok foglalták el, ekkor el kellett menekülniük. Triesztben és Brünnben laktak. Az 1801-es lunéville-i békében Károly Ferdinánd főherceg kárpótlásul megkapta Breisgau és Ortenau hercegségeket. 1805-ben, a pozsonyi békében azonban ezeket a birtokokat is elveszítette.
A család visszaköltözött Ausztriába, Bécsújhelyen és a bécsi Belvedere kastélyban éltek.
Ferdinánd Károly Antal és Mária Beatrix modenai hercegnő házasságából 9 gyermek született, közülük a legifjabb, Mária Ludovika Beatrix főhercegnő (1787–1816) 1808-ban I. Ferenc osztrák császár harmadik felesége lett.
1803-ban megszerezte a Nádasdyak sárvári birtokait, ahol komoly építkezésekbe kezdett: kastéllyá alakította a Nádasdy-várat, és parkot létesített, amelynek mai utóda a Sárvári Arborétum.
Ferdinánd főherceg 1806-ban hunyt el, özvegye 13 évvel élte őt túl. Mária Beatrix 1814-ben, a bécsi kongresszus határozata értelmében visszakapta anyai örökségét, Massa és Carrara hercegségeket. Ő 1829. november 14-én halt meg Bécsben. A Modena és Reggio Hercegséget fia, Ferenc főherceg örökölte.

## Külső hivatkozások
- Károly Ferdinánd életrajzi, családi adatai.